# Hideo
Hideo (jap. ひでお, ヒデオ) – popularne męskie imię japońskie.

## Możliwa pisownia
Hideo można zapisać używając wielu różnych znaków kanji i może znaczyć m.in.:
- 英夫, „doskonały mąż”[1]
- 英郎, „doskonały syn”
- 英朗, „doskonały, jasny”
- 英雄, „doskonały mężczyzna”
- 英男, „doskonały mężczyzna”
- 秀夫, „doskonałość, mąż”
- 秀雄, „doskonałość, mężczyzna”

## Znane osoby
- Hideo Fukui (英郎), japoński lekkoatleta, triatlonista
- Hideo Fukuyama (英朗), były kierowca NASCAR
- Hideo Gosha (英雄), japoński reżyser filmowy
- Hideo Hashimoto (英郎), japoński piłkarz
- Hideo Hiraoka (秀夫), japoński polityk
- Hideo Ishikawa (英郎), japoński seiyū
- Hideo Jinpū (英男), japoński polityk
- Hideo Kanze (栄夫), japoński aktor
- Hideo Kobayashi (秀雄), japoński pisarz
- Hideo Kojima (秀夫), japoński twórca gier komputerowych
- Hideo Murota (日出男), japoński aktor
- Hideo Nakata (秀夫), japoński reżyser horrorów
- Hideo Ōshima (秀夫), japoński piłkarz
- Hideo Ōtake (英雄), japoński gracz Go
- Hideo Sakaki (英雄), japoński aktor
- Hideo Satō (英夫), japoński dyplomata i urzędnik
- Hideo Tokoro (英男), japoński zawodnik MMA
- Hideo Yamamoto (英夫), japoński mangaka
- Hideo Yoshizawa (秀雄), japoński producent gier komputerowych

## Postacie fikcyjne
- Hideo Kuze (ヒデオ), bohater anime Ghost in the Shell: S.A.C. 2nd GIG
- Hideo Minagawa (英雄), bohater serii Initial D